# Алтинкульський район

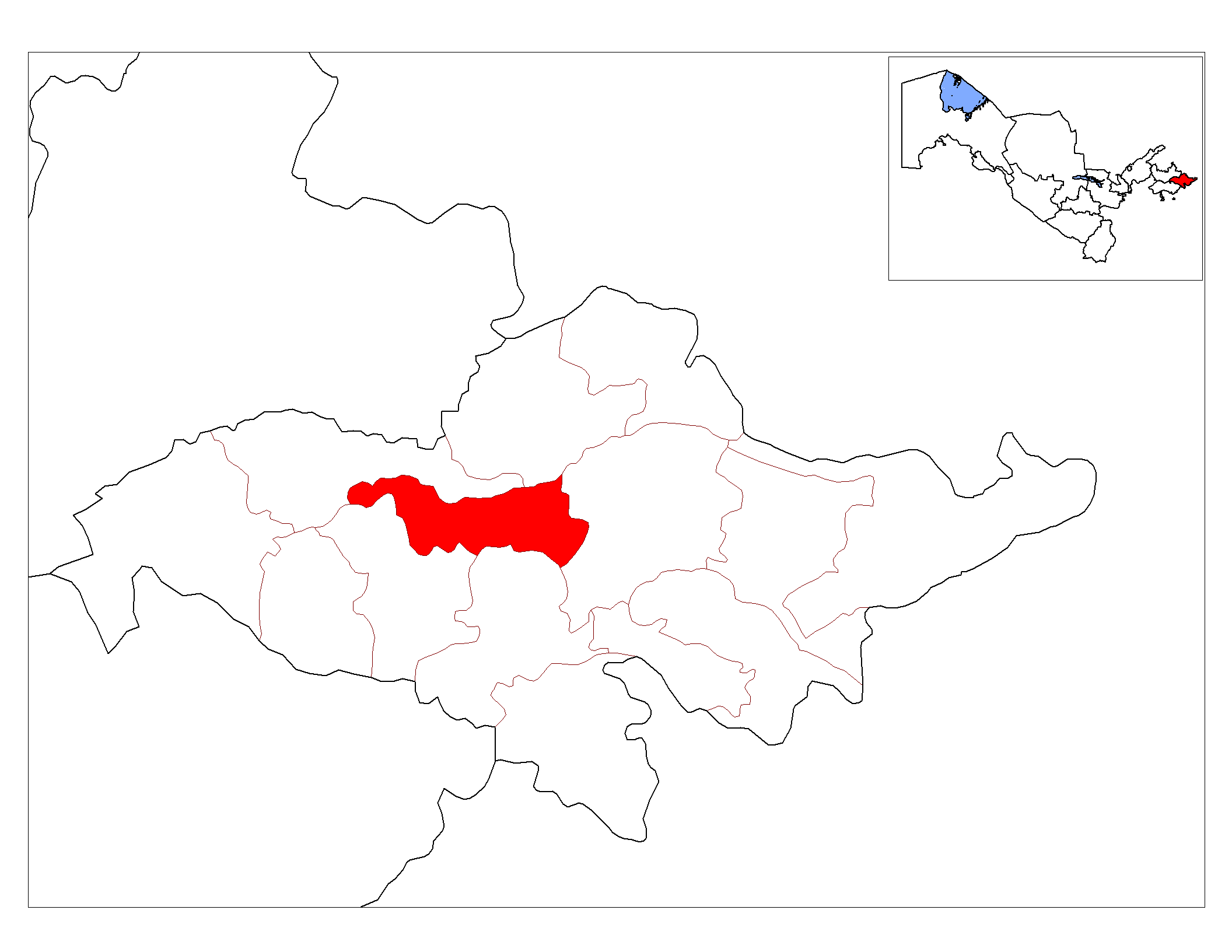
Розташування району на карті області

Алтинку́льський район (узб. Олтинкўл тумани, Oltinko’l tumani) — один з 14 районів Андижанської області Узбекистану. Розташований в центральній її частині.
Утворений у 1939 році, у період з 1963 по 1978 роки був об'єднаний з Андижанським районом.
Площа району становить 210 км². Адміністративний центр — населений пункт Алтинкуль.
Населення становить 134,5 тис. осіб. Більшу частину складають узбеки. Проживають також росіяни, таджики, уйгури, татари та інші народи. Щільність населення становить 607 чол./км².

## Природа
Рельєф району складається з низовин, височин та адирів.
Клімат різко континентальний. Середні температури липня +25-28 °C, січня −5-7 °C. В деяких випадках температура в літні місяці може сягати +42-43 °C, а взимку навпаки падати до −15-18 °C. Вегетаційний період становить 160—180 днів. За рік випадає в середньому до 225 мм опадів.
На півночі територією району протікає річка Карадар'я. Є Великий Ферганський канал на півдні та канал Улугнар, міжрайонний скид Колектор-Асака.
Ґрунти в адирній частині збагачені, на іншій території сіроземи.
Навесні адири вкриваються ефемерними рослинами. На цілинних ділянках зростають полин та лебеда. Дикі тварини зустрічаються досить рідко. Є гризуни, плазуни та птахи.

## Адміністративний поділ
Станом на 1 січня 2011 року до складу району входили 11 міських селищ і 8 сільських сходів громадян.
Міські селища:
- Бустан
- Дальварзін
- Джалабек
- Іжтімаїят
- Коштепа
- Кумакай
- Маданіймехнат
- Марказ
- Маслахат
- Намуна
- Хандібагі

Сільські сходи громадян:
- Алтинкуль
- ім. Ахунбабаєва
- Джалабек
- Коштепасарай
- Кумакай
- Маслахат
- Оразі
- Суюлдуз